# Cocke County
Cocke County är ett administrativt område i delstaten Tennessee, USA, med 35 662 invånare. Den administrativa huvudorten (county seat) är Newport. 
Del av Great Smoky Mountains nationalpark ligger i countyt. 

## Geografi
Enligt United States Census Bureau har countyt en total area på 1 148 km². 1 125 km² av den arean är land och 23 km² är vatten. 

### Angränsande countyn
- Hamblen County - nord
- Greene County - nordost
- Madison County, North Carolina - öst
- Haywood County, North Carolina - syd
- Sevier County - sydväst
- Jefferson County - nordväst